# Makan Hislop
Makan Hislop (Hope, 9 marzo 1985) è un calciatore trinidadiano, difensore dello United Petrotrin e della Nazionale di calcio di Trinidad e Tobago.

## Biografia
È il cugino dell'ex portiere Shaka Hislop.

## Carriera

### Nazionale
Ha giocato 33 partite in nazionale.